# Zebraplatys fractivittata
Zebraplatys fractivittata är en spindelart som först beskrevs av Simon 1909.  Zebraplatys fractivittata ingår i släktet Zebraplatys och familjen hoppspindlar. Inga underarter finns listade i Catalogue of Life.